# 伊利諾伊鎮區 (阿肯色州波普縣)
伊利諾伊鎮區（英語：Illinois Township）是位於美國阿肯色州波普縣的一個行政鎮區。

## 地方資料
根據2010年美國人口普查的數據，伊利諾伊鎮區的面積為140.70平方千米，當中陸地面積為125.10平方千米，而水域面積為15.60平方千米。當地共有人口29813人，而人口密度為每平方千米211人。